# Кресло-качалка

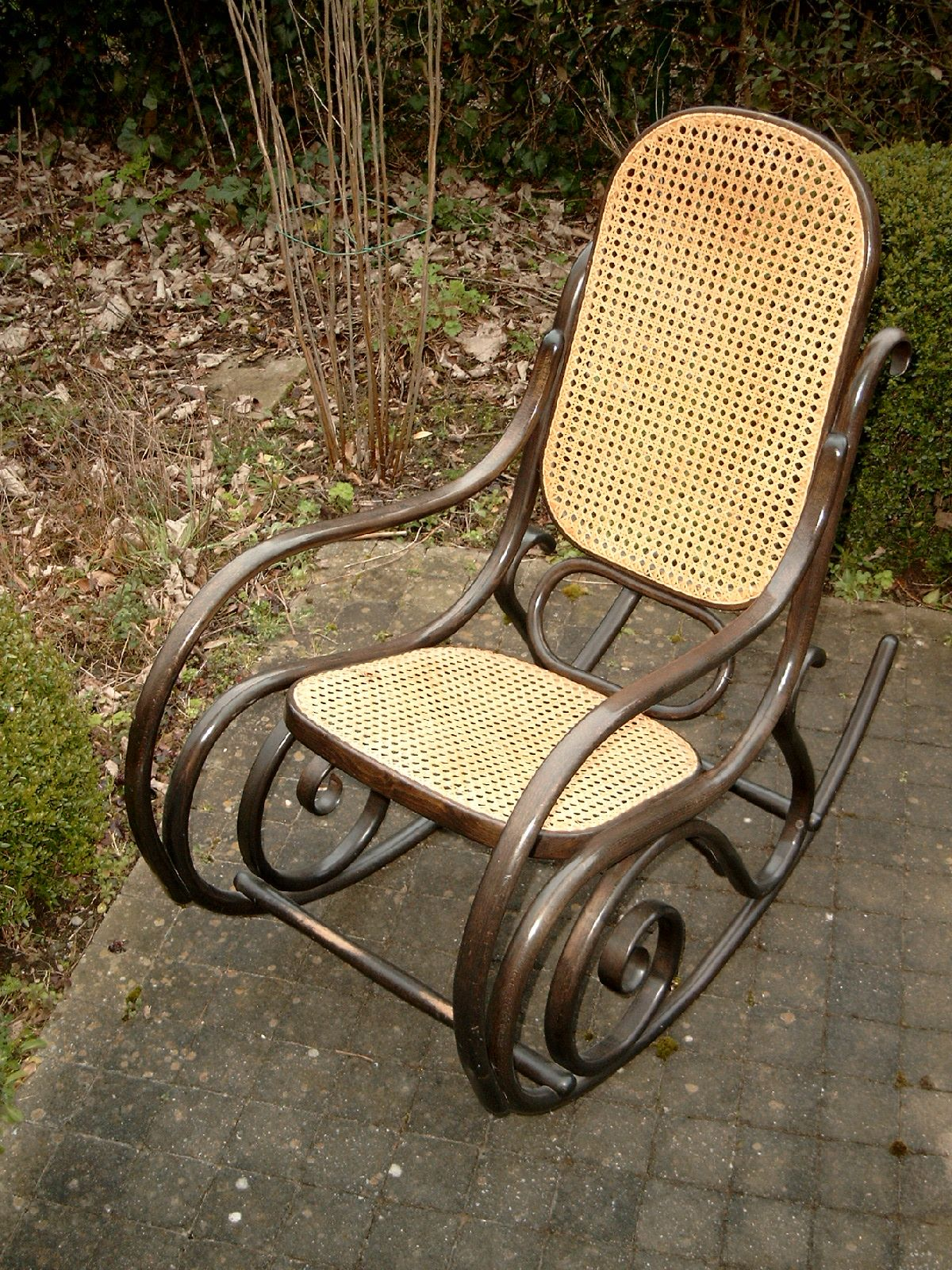
Кресло-качалка

Кресло-качалка — кресло для отдыха со специальной возможностью раскачиваться взад-вперёд сидящему в нём человеку. Качание кресла обеспечивается двумя изогнутыми деталями, прикреплёнными к ножкам кресла, либо специальным шарнирным или роликовым механизмом. Чаще всего кресла-качалки делают из дерева.

## История
Точное время и место изобретения кресла-качалки неизвестно. В США его создание иногда приписывают Бенджамину Франклину, однако кресла-качалки были распространены в Северной Америке ещё в начале XVIII века, а первое употребление английского их наименования, rocking-chair, относится к 1766 году, тогда как они были известны в Англии ещё раньше.
Известный австрийский мебельщик Михаэль Тонет начал производство «венских» кресел-качалок в 1860 году. Есть мнение, что кресла-качалки обладают успокаивающим действием.

## Типы кресел-качалок

### «Куперс»
Американский промышленник и изобретатель Питер Купер разработал кресло с железным каркасом и функциональным, минималистичным стилем, радикально отличающимся от богато украшенного и вычурного викторианского. В отличие от большинства кресел-качалок первой половины XIX века с отдельными полозьями, закрепленными на обычных ножках, кресло Купера использовало изгиб рамы для обеспечения покачивания. Кресла «Coopers» изготавливались из стали или кованого железа с натянутой на раму обивкой. Модель Купера производилась на верфи R.W. Winfield & Co. в Великобритании. Фирма выставляла образцы стула на Великой выставке произведений промышленности всех наций (Выставка Хрустального дворца) в 1851 году и на Большой лондонской выставке 1862 года.